# Сугайкасы
Сугайкасы́ (чув. Сухайкасси, Сухай) — деревня в Канашском муниципальном округе Чувашской Республики России.

## География
Расположена у северной окраины города Канаш, между автодорогой Канаш — Ухманы и железной дорогой Канаш — Чебоксары. Расстояние до столицы республики — города Чебоксары — 87 км, до железнодорожной станции Канаш — 3 км.

## Органы власти

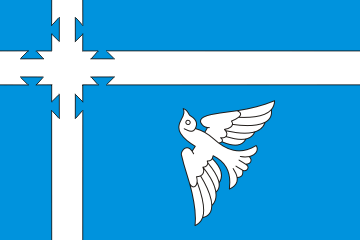
Флаг сельского поселения

В рамках организации местного самоуправления с 2004 по 2022 гг. в границах деревни  существовало муниципальное образование Сугайкасинское  сельское поселение  Упразднено законом от 29 марта 2022 года в рамках преобразования муниципального района со всеми входившими в его состав поселениями путём их объединения в муниципальный округ . С 1 января 2023 года функционирует  Сугайкасинский территориальный отдел .

## Население
| 2010  | 2012  | 2013  | 2014  | 2015  | 2016  | 2017  |
| ----- | ----- | ----- | ----- | ----- | ----- | ----- |
| 1319  | ↘1274 | ↘1257 | ↗1259 | ↗1268 | ↘1267 | ↘1246 |
| 2018  | 2019  | 2020  | 2021  |       |       |       |
| ↘1220 | ↘1203 | ↘1198 | ↘1170 |       |       |       |

## Инфраструктура
Деревня имеет собственную школу, клуб, администрацию сельского поселения и магазины (3 ед.), хоккейную коробку, автомастерскую.

## Прочее
Бытовавшая в Сугайкасах народная песня «Кай, кай Хусана!», записанная собирателем музыкального фольклора Тимофеем Парамоновым, послужила основой для создания песни — «Кай, Кай Ивана́» (Выйди, выйди за Ивана). Композитор Василий Воробьёв сохранил фольклорный напев, но несколько замедлил темп произведения, а поэт Никифор Васянка выстроил новый сюжет песни и написал новый текст.